# Ngawang Lungtog Yönten Gyatso
Ngawang Lungtog Yönten Gyatso (Pomed, 1811 - 1855) was een Tibetaans geestelijke. Hij was de vierde Ling rinpoche, een invloedrijke tulkulinie in Kham in oostelijk Tibet.

## Jeugd
Bij zijn geboorte kreeg hij de naam Tashi, maar werd later hernoemd door de negende dalai lama tot Ngawang Lungtog Yönten Gyatso, toen hij werd erkend als de reïncarnatie van Lobsang Tenpey Gyaltsen. De erkenning kwam tot stand met gebruikmaking van de Gouden urn.
Hij studeerde in het Tibetaanse klooster Ling Khangtsen, maar ook aan het college Loseling van het universiteitsklooster Drepung.
Tijdens de monastieke debatten van Mönlamfestival in Lhasa verwierf hij aanzien onder boeddhistische geleerden vanwege zijn uitgebreide kennis. Hier verwierf hij de hoogste geshetitel Geshe Lharampa.

## Levensloop
In 1847 werd hij benoemd tot vijfenzeventigste Ganden tripa. Dit bleef hij tot 1853. Hiermee was hij de hoofdabt van het klooster Ganden en hoogste geestelijke in de gelugtraditie in het Tibetaans boeddhisme. Ongeveer tegelijkertijd werd hij leraar van de elfde dalai lama. Twee jaar na zijn aftreden overleed hij.